# Emilio Bianchi (incursore)
Emilio Bianchi (Sondalo, 22 ottobre 1912 – Viareggio, 15 agosto 2015) è stato un palombaro della Marina Italiana.
Prestò servizio come operatore nella Xª Flottiglia MAS della Regia Marina durante la seconda guerra mondiale con il grado di capo di terza classe palombaro, venendo decorato con la medaglia d'oro al valor militare.

## Biografia
Arruolatosi come volontario nella Regia Marina nel 1932, entrò a fare parte del corpo dei palombari dopo aver frequentato il corso di specializzazione presso la scuola CREM di Varignano (La Spezia).
Fu imbarcato dapprima sulla nave idrografica Ammiraglio Magnaghi, compiendo missioni nell'Egeo e nel Mar Rosso, e poi, nel 1934, venne trasferito sull'incrociatore Fiume, a bordo del quale ottenne la promozione a sottocapo.
Terminato il servizio sulla R.N. Fiume, venne aggregato al primo gruppo sommergibili di La Spezia e, infine, dopo essere stato promosso a sergente, fu destinato alla Xª Flottiglia MAS, dove partecipò all'addestramento che lo avrebbe portato alla qualifica di operatore di mezzi di assalto subacquei.

### Nel secondo conflitto mondiale
Allo scoppio della seconda guerra mondiale partecipò con il grado di 2° capo palombaro agli attacchi dell'autunno 1940 della roccaforte inglese di Gibilterra; quindi, nel dicembre 1941, partecipò all'attacco alla base navale inglese di Alessandria d'Egitto.
Dopo essersi avvicinato al porto inglese grazie al sommergibile Scirè, prese posto come 2° operatore del siluro a lenta corsa n. 221 condotto dal tenente di vascello Luigi Durand de la Penne. I due portarono sotto la corazzata inglese HMS Valiant il mezzo esplosivo; tuttavia il Bianchi dovette riemergere a causa di un'intossicazione da ossigeno dovuta al malfunzionamento del suo respiratore e allo sforzo immane dovuto alle cinque ore di immersione.
Avvistato nel buio, in acqua, da una sentinella, venne catturato e condotto a bordo insieme a Luigi Durand de la Penne. I due incursori italiani furono interrogati dagli ufficiali inglesi e, rifiutandosi di fornire al nemico informazioni, furono entrambi rinchiusi in un locale sotto la linea di galleggiamento. Salvatosi dopo lo scoppio della carica esplosiva collocata sotto la chiglia della nave in cui era tenuto prigioniero, venne portato in un campo di prigionia nel quale rimase sino dopo l'armistizio del settembre 1943. Il 31 agosto 1944 gli venne conferita per l'azione nel porto di Alessandria d'Egitto la medaglia d'oro al valor militare.

### Nel dopoguerra
Promosso per meriti di guerra capo di 3ª classe e di 2ª classe, fu promosso a capo di 1ª classe palombaro nel 1954. Divenuto ufficiale del CEMM, fu assegnato dapprima al centro subacqueo di Varignano, poi al Nucleo Sminamento di Genova e per ultimo all'Accademia Navale di Livorno; fu infine posto in congedo con il grado di capitano di corvetta.
Il 18 dicembre 2004, nell'anniversario dell'attacco di Alessandria d'Egitto, presenziò al varo del nuovo sottomarino Scirè.
In occasione del suo centesimo compleanno, nel 2012, venne omaggiato dal presidente della repubblica con una medaglia commemorativa. Emilio Bianchi morì a Torre del Lago (frazione del comune di Viareggio) nel 2015.
La Marina Militare, il 25 gennaio 2020, ha varato una fregata della classe FREMM intitolata a Emilio Bianchi (F589). Tuttavia tale unità navale non entrerà mai in servizio, come la precedente ("Spartaco Schergat" F598), in quanto, a seguito di accordi bilaterali con l'Egitto, le due fregate sono state vendute alla marina nordafricana.
La Marina Militare, il 25 maggio 2024, presso lo stabilimento del cantiere integrato di Riva Trigoso, ha varato una fregata della classe FREMM intitolata a Emilio Bianchi, ultima di una serie di 10 unità FREMM – Fregate Europee Multi Missione, commissionate a Fincantieri dalla Marina Militare Italiana nell’ambito dell’accordo di cooperazione internazionale italo-francese, con il coordinamento di OCCAR, l’organizzazione congiunta per la cooperazione europea in materia di armamenti.
Madrina del varo è stata la signora Maria Elisabetta Bianchi, figlia della Medaglia d’Oro al Valor Militare Emilio Bianchi.
A seguito del varo, l’unità proseguirà le attività di allestimento presso lo stabilimento di Muggiano, a La Spezia, e sarà consegnata nell’estate del 2025. Nave “Emilio Bianchi” sarà caratterizzata, come le altre FREMM, da un’elevata flessibilità d’impiego e avrà la capacità di operare in tutte le situazioni tattiche. Ha una lunghezza di 144 metri, una larghezza di 19,7 metri e un dislocamento a pieno carico di circa 6.700 tonnellate e potrà raggiungere una velocità superiore ai 27 nodi con una capacità massima di circa 200 persone imbarcate.